# Valentin Kubrakov
Valentin Alekseevič Kubrakov (in russo Валентин Алексеевич Кубраков?; Sal'sk, 25 luglio 1972) è un ex cestista russo.

## Carriera
Con la Russia ha disputato i Giochi olimpici di Sydney 2000 e i Campionati europei del 2003.

## Palmarès
- Coppa di Russia: 1

Lokomotiv Vody: 2000
- FIBA Europe League: 1

UNICS Kazan': 2003-04
- ULEB Cup: 1

Dinamo Mosca: 2005-06